# Josef Wratislaw von Monse
Josef Wratislaw, ab 1780 Edler von Monse (auch Josef Vratislav Monse; * 15. Juni 1733 in Neustadt in Mähren; † 6. Februar 1793 in Olmütz) war ein mährischer Rechtswissenschaftler, Historiker und Hochschullehrer.

## Leben
Wratislaw war Sohn des Syndikus Johann Karl Wratislaw. Er absolvierte das Gymnasium in Teltsch. Anschließend studierte er an der Universität Prag, an der er zum Magister der Philosophie graduiert wurde. Anschließend ging er zum Studium der Rechtswissenschaft an die Universität Wien, an der er 1792 mit der Dissertation Triga disquisitionum juridicarum zum Doktor der Rechte promoviert wurde. Obwohl er in Wien Anstellungen in Aussicht hatte, wechselte er nach Olmütz. Dort erhielt er 1764 die Stelle als Konsistorial-, Lehen- und Stadtadvokat. Diese bekleidete er bis 1778.
Wratislaw wurde von den mährischen Ständen vorgeschlagen 1768 zum Professor des Staatsrechts an der Universität Olmütz berufen, wobei er mit seinem Lehrstuhl auch die Lehre des Naturrechts abdeckte. Außerdem vertrat er 1769 auch die Professur der Institutionen. Ebenfalls 1769 wurde er zum Mitglied der Studienkommission, 1774 zum Professor des Kirchenrechts ernannt. Das Landesgubernium ernannte ihn 1775 zudem zum Superintendenten des Olmützer Seminars, daneben wurde ihm 1777 die Leitung der Olmützer Universitätsbibliothek übertragen, nachdem er schon seit 1772 das Amt des Ehebandsverteidigers beim geistlichen Gericht innehatte.
Wratislaw wechselte, als die Universität 1778 zwischenzeitlich nach Brünn verlegt wurde, mit dorthin. Im Zuge dessen wurde er zum Direktor des juristischen Studiums an der Universität sowie zum kaiserlichen Rat, 1780 zum Mitglied der Zensurkommission ernannt. Ebenfalls 1780 wurde er durch Kaiser Joseph II. als Edler von Monse in den erbländischen Adelsstand erhoben. 1782 kehrte er mit der Universität nach Olmütz zurück. Diese wurde anschließend in ein dreijähriges hochschulisches Lyzeum umgewandelt. Dort hatte er ab 1786 die Professur für Natur-, allgemeines Staats- und bürgerliches Recht inne.
Wratislaw war Mitglied der Königlichen böhmischen Gesellschaft der Wissenschaften.

## Werke (Auswahl)
- Triga disquisitionum juridicarum, Wien 1762.
- Diatribe de societatis coniugatae inaequalitate ad principia juris naturae exacta, Olmütz 1764.
- Infulae doctae Moraviae, Neumann, Brünn 1779.
- Dialogus inter clericum et militem super dignitate papali et regia, Mangold, Brünn 1779.
- Kritische Untersuchung, Wann das Land Mähren ein Markgrafthum geworden, und wer dessen erster Markgraf gewesen sey?, Hirlin, Olmütz 1781.
- Versuch einer kurzgefaßten politischen Landesgeschichte des Markgrafthums Mähren : Nach den in dem voraugeschickten Leitfaden im ersten Abschnitte ausgezeichneten Epochen, 2 Bände, Siedler, Brünn 1785–1788.
- Historischer Versuch über das Landeswappen des Markgrafenthums Mähren, Olmütz 1792.